# Alexander Blonz
Alexandre Christoffersen Blonz (født 17. april 2000 i Clamart, Frankrig) er en norsk håndboldspiller, som spiller i Aalborg håndbold og på Norges herrehåndboldlandshold.
Han deltog under EM i håndbold 2020 i Sverige/Østrig/Norge.